# Calycera crassifolia
Calycera crassifolia es una planta herbácea de la familia Calyceraceae. Es perenne, de hojas simples y flores pequeñas. Su hábitat son los suelos arenosos. El área de distribución se localiza en Argentina y Uruguay. Es la única criptófita de su género.